# Henry T. Weinstein
Henry T. Weinstein (* 12. Juli 1924 in New York City, Vereinigte Staaten; † 17. September 2000 in Boca Raton, Florida, USA) war ein US-amerikanischer Theaterbetreiber und Filmproduzent.

## Leben
Weinstein besuchte in den 1940er Jahren das City College seiner Heimatstadt New York und studierte anschließend am Carnegie Institute of Technology, wo er mit dem Master’s Degree abschloss. In den 1950er Jahren wandte sich Weinstein zunächst ganz der Bühne zu und leitete das Brattle Theatre sowie das Theatre in the Round in Houston/Texas. Danach war er als Produzent für die New Yorker Theatre Guild tätig. Unmittelbar vor Beginn des darauf folgenden Jahrzehnts produzierte er 1959/60 im Rahmen der Reihe „Play of the Week“ Theaterstücke für das US-Fernsehen. Dies bedeutete sein Einstieg in die Film- und Fernsehbranche.
1961 holte die 20th Century Fox Weinstein zu sich, um ihm die Verfilmung von F. Scott Fitzgeralds Roman Zärtlich ist die Nacht unter der Regie des Hollywood-Veterans Henry King anzutragen. Im Jahr darauf (1962) sollte Weinstein auch den Marilyn-Monroe-Film Something’s Got to Give produzieren, doch angesichts diverser Eskapaden der blonden Diva kam es nicht zum Abschluss der Dreharbeiten, und der Streifen blieb unvollendet.
Weinstein musste sich in der Folgezeit überwiegend auf die Tätigkeit eine Herstellungsleiters (executive producer) beschränken und war in dieser Funktion auch am Entstehen mehrerer internationaler, lediglich amerikanisch finanzierter Großproduktionen wie Cervantes – Der Abenteurer des Königs und Die Schlacht an der Neretva beteiligt. 1990 zog er sich ins Privatleben zurück und gab im selben Jahr in der Dokumentation Marilyn: ihr letzter Film Auskunft über die schwierige Arbeit mit der Monroe.
Weinstein war nicht mit den beiden Produzentenbrüdern Bob und Harvey Weinstein verwandt.

## Filmografie (Auswahl)
- 1961: Zärtlich ist die Nacht (Tender is the Night)
- 1962: Something’s Got to Give (unvollendet)
- 1965: Joy in the Morning
- 1966: Cervantes – Der Abenteurer des Königs (Cervantes)
- 1968: Die Irre von Chaillot (The Madwoman of Chaillot)
- 1968: Die Schlacht an der Neretva (Bitka na Neretvi)
- 1969: Magic Christian (The Magic Christian)
- 1969: Julius Caesar
- 1969: Tam-Lin
- 1973: The Homecoming
- 1973: Butley
- 1973: Rhinoceros
- 1985: Runaway Train
- 1986: 52 Pick-Up
- 1990: Texasville